# De schat van de boekaniers
De schat van de boekaniers is een kinderboek van Patrick Lagrou uit 2001. Het is het vierde deel van een succesvolle boekenreeks waarvan er meer dan 300 000 exemplaren verkocht zijn.